# آيت حمزة (تيفرت نآيت حمزة)
آيت حمزة هي إحدى مشيخات المملكة المغربية، تتبع جغرافيا لإقليم أزيلال وإداريًا لتيفرت نآيت حمزة. يقدر عدد سكانها بـ 8789 نسمة حسب الإحصاء الرسمي للسكان والسكنى لسنة 2004.